# Ralf Fährmann
Ralf Fährmann (* 27. září 1988) je německý profesionální fotbalista, který hraje jako brankář za FC Schalke 04 v německé Bundeslize.

## Profesionální kariéra
Fährmann odehrál první zápas za Schalke 13. září 2008 proti Borusii Dortmund.
Na konci sezony 2007/08 opustil Schalke a přestoupil do Eintrachtu Frankfurt
Poté, co Schalke prodalo brankáře Manuela Neuera do Bayernu Mnichov, Fährmann se do týmu vrátil a stále v něm hraje. Smlouvu s Schalke má podepsanou do 30. června 2019

## Mezinárodní kariéra
Fährmann hrál za několik německých juniorských národních týmů, v seniorské reprezentaci ještě ale šanci nedostal.